# Hillman Speed Model
La Speed Model è un'autovettura prodotta dalla Hillman nel 1920.
Era commercializzata con un solo tipo di carrozzeria, roadster due posti. La Speed Model era dotata di un motore a quattro cilindri in linea da 1.122 cm³ di cilindrata che erogava 25 CV di potenza. La trazione era posteriore, mentre le sospensioni erano a balestra semiellittica.